# Simone Cerdan
Pour les articles homonymes, voir Cerdan.
Simone Cerdan est une actrice et chanteuse française, née le 28 novembre 1897 à Fontainebleau et morte le 12 mai 1967 à Rémalard (Orne).

## Biographie

### Origines
Simone Cerdan naît sous le nom d’état civil de Simone Marguerite Chemin le 28 novembre 1897 à Fontainebleau (Seine-et-Marne),, de Amable Edmond Chemin, menuisier de 29 ans, et de son épouse Marguerite Augustine Ernestine Rousseau, âgée de 19 ans.

### Carrière

#### Cinéma
Simone Cerdan apparaît pour la première fois dans le film muet Marquitta de Jean Renoir (avec Marie-Louise Iribe et Jean Angelo), sorti en 1927.
Parmi ses films des années 1930, deux de ceux-ci se distinguent : Partir de Maurice Tourneur (sorti en 1931, où elle partage la vedette avec Jean Marchat) et Les Chevaliers de la cloche de René Le Hénaff (1938, avec Julien Carette et Alice Tissot).
Après une interruption due à la Seconde Guerre mondiale, elle joue ensuite dans quatre films, dont La Route du bagne de Léon Mathot (1945, avec Viviane Romance et Clément Duhour). Le dernier de ses vingt-sept films — majoritairement français, dont plusieurs courts métrages — sort en 1948.

#### Théâtre et opérette
Simone Cerdan joue et chante dans quelques opérettes ou comédies musicales, dont Elle est à vous, sur une musique de Maurice Yvain, représentée en 1929 au théâtre des Nouveautés (avec Georges Milton, Suzanne Dehelly, André Numès Fils et José Sergy), et Cœurs en rodage, sur une musique de Casimir Oberfeld et Pierre Neuville, créée en 1935 aux Folies-Wagram (avec Max Révol).

### Vie privée
Simone Cerdan épouse Joaquin Cerdan le 2 juin 1920 à la mairie du 4e arrondissement de Paris.
Le 9 avril 1967 (soit un mois avant sa mort), elle se remarie avec Antonin Mousset à la mairie du 8e arrondissement de Paris.

### Mort
Simone Cerdan meurt le 12 mai 1967 à Rémalard (Orne),.

## Filmographie complète
(films français, sauf mention contraire ou complémentaire)
- 1927 : Marquitta de Jean Renoir : une jeune femme
- 1930 : Bonne Nuit (court métrage) : rôle et réalisateur non spécifiés
- 1930 : Une femme a menti de Charles de Rochefort : Myriam Giverny
- 1930 : La Bonbonne (court métrage) : rôle et réalisateur non spécifiés
- 1930 : Barcarolle d'amour de Carl Froelich et Henry Roussell (film franco-allemand) : Fanny Laure
- 1931 : Partir de Maurice Tourneur : Florence Bernard
- 1931 : La Chanson des nations de Rudolf Meinert et Maurice Gleize (film franco-allemand) : Yvonne Fleury
- 1931 : Le Chanteur inconnu de Victor Tourjanski : Hélène Corbigny
- 1932 : Gisèle et Partner de Max de Rieux : rôle non spécifié
- 1932 : Le Domestique mécanique de Roger Capellani (court métrage) : rôle non spécifié
- 1932 : Grains de beauté de Pierre Caron et Léonce Perret : Colette Dupont
- 1932 : Les Vignes du Seigneur de René Hervil : Gisèle
- 1933 : Clochard de Robert Péguy : Mme Lubin
- 1934 : Le Grand Jeu de Jacques Feyder : non créditée
- 1935 : Paris Camargue de Jack Forrester : Martine
- 1935 : À la manière de... de Paul Laborde (moyen métrage) : la vedette
- 1935 : Les Frères Brothers de Pablo Labor (court métrage) : rôle non spécifié
- 1935 : Marie des Angoisses de Michel Bernheim : la chanteuse
- 1935 : Les Parents terribles de Robert Bibal (court métrage) : rôle non spécifié
- 1936 : Le Champion de ces dames de René Jayet : Henriette Poulard
- 1936 : Faites comme moi de Pierre Lafond (moyen métrage) : rôle non spécifié
- 1938 : Les Chevaliers de la cloche de René Le Hénaff (film belge) : Irène de Cernay
- 1938 : Prince de mon cœur de Jacques Daniel-Norman : la princesse Carina
- 1945 : La Route du bagne de Léon Mathot : Janeton
- 1946 : Le Cabaret du grand large de René Jayet : une dame
- 1946 : Nuits d'alerte de Léon Mathot : la fille
- 1948 : Triple enquête de Claude Orval : l'infirmière

## Théâtre musical (sélection)
(créations à Paris)
- 1928 : Popaul, opérette, musique et livret de Jean Loysel, Comédie-Caumartin : rôle non spécifié
- 1929 : Elle est à vous, opérette, musique de Maurice Yvain, livret d'André Barde, théâtre des Nouveautés[3] (350 représentations) : Jenny
- 1929 : Bonnes Nouvelles (Good News![4]), comédie musicale, musique de Ray Henderson, lyrics de Buddy DeSylva et Lew Brown, livret de Buddy DeSylva et Laurence Schwab, adaptation d'Albert Willemetz et Henri Varna, Le Palace : Bobbie
- 1935 : Cœurs en rodage, opérette, musique de Casimir Oberfeld et Pierre Neuville, livret de Max Eddy et Jacques Darrieux, théâtre des Folies-Wagram : Suzanne